# Marcelo Aragão
Marcelo Aragão foi roteirista de Histórias Quadrinhos. Filho do desenhista e roteirista Lyrio Aragão, trabalhou na Editora Abril com os personagens Disney na década de 1980 e escreveu roteiros tanto da Família Pato quanto do Universo Mickey.
Tem cerca de 90 histórias, todas criadas e publicadas no Brasil.
Tornou-se publicitário e hoje atua como Diretor de Criação em agências de Publicidade.